# شرح السنة للبربهاري
شرح السنة أحد كتب العقيدة ألفه البربهاري (ت : 329 هـ - 940) , قسم المؤلف كتابه إلى أربعة وثلاثين باب ودعمها بكثير من علوم الأحاديث وفوائد الأخبار المروية عن رسول الله من حل مشكلها وتفسير غريبها وبيان أحكامها وما يترتب عليها من الفقه واختلاف العلماء .
يقول البربهاري في مقدمة كتابه:
| شرح السنة للبربهاري | فهذا كتاب في شرح السنة ، يتضمن إن شاء الله سبحانه وتعالى كثيرا من علوم الأحاديث ، وفوائد الأخبار المروية عن رسول الله صلى الله عليه وسلم من حل مشكلها ، وتفسير غريبها ، وبيان أحكامها ، وما يترتب عليها من الفقه واختلاف العلماء ، جمل لا يستغني عن معرفتها المرجوع إليه في الأحكام ، والمعول عليه في دين الإسلام | شرح السنة للبربهاري |